# Frazer Nash Le Mans Coupé

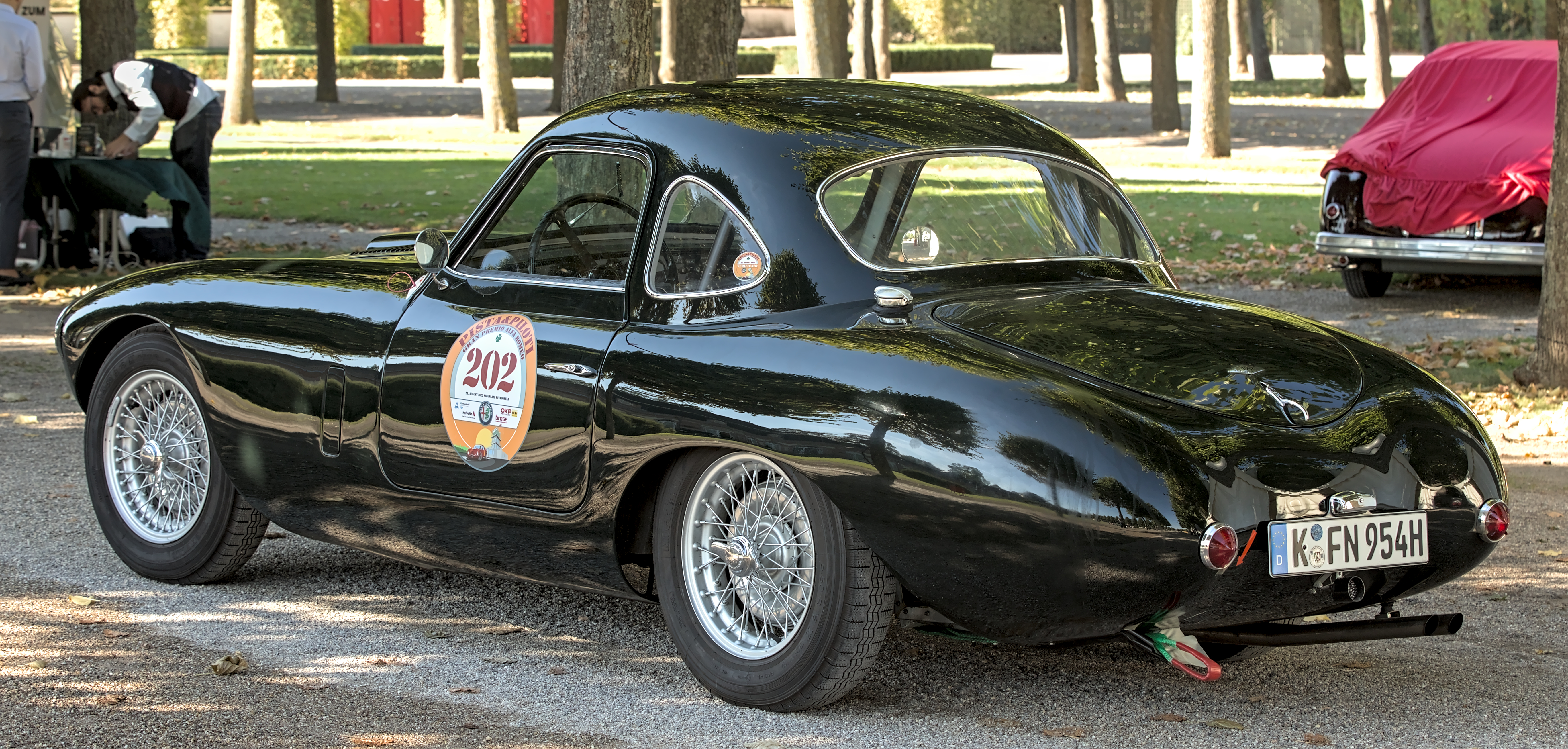
Retro

La Frazer Nash Le Mans Coupé è un'autovettura da competizione prodotta dalla casa automobilistica britannica Frazer Nash dal 1953 al 1956 e realizzata in 9 esemplari. Fu il primo modello realizzato dall'azienda con carrozzeria chiusa.

## Descrizione e tecnica
La vettura ha preso parte alla 24 Ore di Le Mans 1953 (anno in cui ottenne la vittoria di classe e il 13º posto assoluto) e 1954 nella categoria 2,0 litri; una versione modificata e aggiornata con un frontale diverso, è stata poi impiegata alla Targa Florio.
Il modello montava un telaio tubolare in acciaio con carrozzeria in alluminio. La vettura avevano installato un motore a sei cilindri in linea da 1971 cm³ di cilindrata che erogava una potenza pari a 111 bhp (113 CV) a 5250 giri/min. Il motore, di origine Bristol, era montato anteriormente.
Il corpo vettura era in alluminio. La trazione era posteriore ed il cambio era manuale a 4 rapporti.